# David Hobbs
David Wishart Hobbs (ur. 9 czerwca 1939 w Royal Leamington Spa) – były brytyjski kierowca wyścigowy, obecnie komentator telewizji SPEED. W 1969 roku został umieszczony przez FIA na liście 27 najlepszych kierowców wyścigowych na świecie.

## Życiorys

### Kariera
Hobbs urodził się tuż przed wybuchem II wojny światowej. W ciągu trzydziestoletniej kariery zawodniczej ścigał się w różnych seriach, takich jak wyścigi samochodów sportowych, turystycznych, IndyCar, IMSA, Can-Am czy Formuła 1. Uczestniczył wielokrotnie w wyścigach Indianapolis 500 i 24h Le Mans. W 24h Le Mans wystartował 12 razy, zajmując w debiucie ósme miejsce. Najlepsze jego rezultaty w tym wyścigu to dwukrotnie trzecie miejsce (w latach 1969 oraz 1984).
W Formule 1 planował zadebiutować w Grand Prix Francji 1965, ale wypadek na trzy tygodnie przed wyścigiem uniemożliwił mu to. W Formule 1 wziął udział w siedmiu Grand Prix, debiutując w Grand Prix Wielkiej Brytanii 1967, ale nie zdobył ani punktu.
W 1971 roku wygrał kontynentalne mistrzostwa Formuły 5000. 12 lat później wygrał serię Trans-Am. Wystartował także w dwóch wyścigach serii NASCAR w 1976 roku.

### Pozostała działalność publiczna
Hobbs komentuje wyścigi Formuły 1 i Serii GP2 (wraz z Bobem Varshą i byłym inżynierem Benettona, Steve’em Matchettem), niektóre zawody SCCA oraz 24h Daytona. W latach 1979–1996 pracował także dla CBS jako komentator wyścigów Daytona 500.
W 1986 roku Hobbs otworzył salon samochodowy w Glendale, David Hobbs Honda. W 2009 roku Hobbs został włączony do Motorsports Hall of Fame of America.
Wystąpił w filmach: Stroker Ace (1983) oraz Auta 2 (2011).

## Wyniki
| Legenda oznaczeń w tabelach wyników Wyświetl szablon na nowej stronie | Legenda oznaczeń w tabelach wyników Wyświetl szablon na nowej stronie                                                                     |
| Oznaczenie                                                            | Wyjaśnienie |
| --------------------------------------------------------------------- | --- |
| Złoty                                                                 | Zwycięzca lub mistrzostwo |
| Srebrny                                                               | 2. miejsce lub wicemistrzostwo |
| Brązowy                                                               | 3. miejsce lub II wicemistrzostwo |
| Zielony                                                               | Ukończył, punktował (w klasyfikacji generalnej, gdy zdobył co najmniej jeden punkt na przestrzeni sezonu, poza trzema powyższymi opcjami) |
| Niebieski                                                             | Ukończył, nie punktował (w klasyfikacji generalnej, gdy nie zdobył co najmniej jednego punktu na przestrzeni sezonu)                      |
| Czerwony                                                              | Nie zakwalifikował się (NZ) |
| Czerwony                                                              | Nie prekwalifikował się (NPK) |
| Różowy                                                                | Nie ukończył (NU) |
| Różowy                                                                | Niesklasyfikowany (NS) (w klasyfikacji generalnej, gdy nie został sklasyfikowany w żadnym wyścigu sezonu)                                 |
| Czarny                                                                | Zdyskwalifikowany (DK) |
| Czarny                                                                | Wykluczony (WYK/EX) |
| Biały                                                                 | Nie wystartował (NW) |
| Biały                                                                 | Kontuzjowany (K/INJ) |
| Biały                                                                 | Wyścig odwołany (OD/C) |
| Bez koloru                                                            | Został wycofany (WYC/WD) |
| Bez koloru                                                            | Nie przybył (NP/DNA) |
| Bez koloru                                                            | Nie brał udziału w treningach (NT/DNP) |
| Bez koloru                                                            | Nie został zgłoszony (–) |
| Pogrubienie                                                           | Start z pole position |
| Kursywa                                                               | Najszybsze okrążenie wyścigu |
| †                                                                     | Nie ukończył, ale jego rezultat został zaliczony ze względu na przejechanie więcej niż 90% dystansu wyścigu.                              |
| *                                                                     | Sezon w trakcie |
| 1/2/3                                                                 | Punktowana pozycja w sprincie kwalifikacyjnym                                                                                             |
| Lista systemów punktacji Formuły 1                                    | |

### Formuła 1
| Rok  | Zespół               | Samochód     | Silnik            | 1   | 2   | 3   | 4   | 5   | 6     | 7      | 8     | 9      | 10  | 11     | 12    | 13    | 14  | 15  | Msc. | Pkt. |
| ---- | -------------------- | ------------ | ----------------- | --- | --- | --- | --- | --- | ----- | ------ | ----- | ------ | --- | ------ | ----- | ----- | --- | --- | ---- | ---- |
| 1967 | Bernard White Racing | BRM P261     | BRM V8            | RSA | MCO | NLD | BEL | FRA | GBR 8 | DEU 10 | CAN 9 | ITA    | USA | MEX    |       |       |     |     | 23   | 0    |
| 1968 | Honda Racing F1      | Honda RA301  | Honda V12         | RSA | ESP | MON | BEL | NED | FRA   | GBR    | DEU   | ITA NU | CAN | USA    | MEX   |       |     |     | NS   | 0    |
| 1971 | Penske-White Racing  | McLaren M19A | Ford Cosworth DFV | RSA | ESP | MON | NED | FRA | GBR   | DEU    | AUT   | ITA    | CAN | USA 10 |       |       |     |     | 27   | 0    |
| 1974 | Yardley Team McLaren | McLaren M23  | Ford Cosworth DFV | ARG | BRA | RSA | ESP | BEL | MON   | SWE    | NED   | FRA    | GBR | DEU    | AUT 7 | ITA 9 | CAN | USA | 22   | 0    |

### 24h Le Mans
| Rok  | Msc.  | Kat.      | Nr | Zespół                                               | Kierowcy                                           | Samochód                   | Silnik                   | Okr. |
| ---- | ----- | --------- | -- | ---------------------------------------------------- | -------------------------------------------------- | -------------------------- | ------------------------ | ---- |
| 1962 | 8     | GT 1.3    | 44 | Team Lotus Engineering                               | David Hobbs/ Frank Gardner                         | Lotus Elite Mk14           | Coventry Climax 1.2 R4   | 286  |
| 1963 | 20 NU | P+3.0     | 6  | Lola Cars Ltd.                                       | Richard Attwood/ David Hobbs                       | Lola Mk6 GT                | Ford 4.6 V8              | 151  |
| 1964 | 21    | P 3.0     | 50 | Standard Triumph                                     | David Hobbs/ Rob Slotemaker                        | Triumph Spitfire           | Triumph 1.1 R4           | 272  |
| 1965 | 38 NU | GT 1.3    | 52 | Standard Triumph Ltd.                                | David Hobbs/ Rob Slotemaker                        | Triumph Spitfire           | Triumph 1.1 R4           | 71   |
| 1966 | 50 NU | P 2.0     | 36 | Maranello Concessionaires                            | Mike Salmon/ David Hobbs                           | Ferrari Dino 206S          | Ferrari 2.0 V6           | 14   |
| 1967 | 53 NU | P+5.0     | 11 | Lola Cars Ltd./Team Surtees                          | John Surtees/ David Hobbs                          | Lola T70 Mk.III            | Aston Martin 5.0 V8      | 3    |
| 1968 | 34 NU | S 5.0     | 10 | John Wyer Automotive Engineering Ltd.                | Paul Hawkins/ David Hobbs                          | Ford GT40 Mk.I             | Ford 4.9 V8              | 107  |
| 1969 | 3     | S 5.0     | 7  | John Wyer Automotive Engineering                     | David Hobbs/ Mike Hailwood                         | Ford GT40 Mk.I             | Ford 4.9 V8              | 368  |
| 1970 | 41 NU | S 2.0     | 22 | John Wyer Automotive Engineering                     | David Hobbs/ Mike Hailwood                         | Porsche 917K               | Porsche 4.5 B12          | 49   |
| 1971 | 41 NU | S 5.0     | 11 | Roger Penske/Kirk F. White                           | Mark Donohue/ David Hobbs                          | Ferrari 512 M/P            | Ferrari 5.0 V12          |      |
| 1972 | 20 NU | S 3.0     | 16 | Equipe Matra Simca Shell                             | Jean-Pierre Jabouille/ David Hobbs                 | Matra Simca MS660C         | Matra 3.0 V12            | 278  |
| 1979 | 23 NS | Gr.6 +2.0 | 11 | Grand Touring Cars Inc./ Ford Concessionaires France | Derek Bell/ David Hobbs/ Vern Schuppan             | Mirage M10                 | Ford Cosworth DFV 3.0 V8 |      |
| 1981 | 24 NU | Gr.5      | 53 | EMKA Productions Limited                             | David Hobbs/ Eddie Jordan/ Steve O’Rourke          | BMW M1 Gr.5                | BMW M88 3.5 R6           | 236  |
| 1982 | 4     | IMSA GTX  | 79 | John Fitzpatrick Racing                              | John Fitzpatrick/ David Hobbs                      | Porsche 935/78 „Moby Dick” | Porsche Type-935 2.7T B6 | 329  |
| 1983 | 38 NU | C         | 11 | John Fitzpatrick Racing                              | John Fitzpatrick/ David Hobbs/ Dieter Quester      | Porsche 956                | Porsche Type-935 2.6T B6 | 135  |
| 1984 | 3     | C1        | 33 | Skoal Bandit Porsche Team                            | David Hobbs/ Philippe Streiff/ Sarel van der Merwe | Porsche 956                | Porsche Type-935 2.6T B6 | 350  |
| 1985 | 4     | C1        | 33 | John Fitzpatrick Racing                              | Jo Gartner/ David Hobbs/ Guy Edwards               | Porsche 956                | Porsche Type-935 2.6T B6 | 365  |
| 1987 | 47 NU | C1        | 7  | Joest Racing                                         | Sarel van der Merwe/ David Hobbs/ Chip Robinson    | Porsche 962C               | Porsche Type-935 2.6T B6 | 4    |
| 1988 | 5     | C1        | 7  | Blaupunkt Joest Racing                               | David Hobbs/ Didier Theys/ Franz Konrad            | Porsche 962C               | Porsche Type-935 2.6T B6 | 380  |
| 1989 | 26 NU | C1        | 15 | Richard Lloyd Racing                                 | Steven Andskär/ David Hobbs/ Damon Hill            | Porsche 962C GTi           | Porsche Type-935 2.6T B6 | 228  |

### Indianapolis 500
| Rok  | Nr | Kwalifikacje | Wynik | Okr. | Lider | Uwagi        |
| ---- | -- | ------------ | ----- | ---- | ----- | ------------ |
| 1971 | 68 | 16           | 20    | 107  | 0     | wypadek      |
| 1973 | 73 | 22           | 11    | 107  | 0     |              |
| 1974 | 73 | 9            | 5     | 196  | 0     |              |
| 1976 | 33 | 31           | 29    | 10   | 0     | wycieki wody |

## Życie prywatne
Hobbs mieszka w Milwaukee wraz z żoną Margaret, z którą ma dwóch synów: Gregory’ego i Guya.